# Belfast (Nowy Jork)
Belfast – miasto w Stanach Zjednoczonych, w stanie Nowy Jork, w hrabstwie Allegany.